# Battista Mombrini
Battista Mombrini (Treviglio 10 de janeiro de 1944) é um pintor e escultor italiano.

## Biografia
Filho de Mario Mombrini e Agnese Possenti, 11 anos, ele continuou seus estudos (ensino fundamental e médio) no colégio de San Pietro Seveso e, em seguida, dedicar-se inteiramente à pintura, participando do ambiente artístico de Milão, a Academia de Brera em vários museus, galerias e exposição de Milão, e inspirando-se em artistas do período (especialmente a professores Aldo Fornoni, mais conhecido por seus nus femininos em pastel e Paul Frosecchi. durante esses anos, ele co-fundou, com os irmãos Filippo e Giuseppe Villa , o Grupo, que reúne jovens artistas Academia Brera, em Milão.
Abriu seu próprio estúdio em Treviglio em que ele ainda está ativo, sua produção artística (iniciada em 1968) concentra-se, inicialmente, sobre os temas "formação" do retrato, o nu ea paisagem e depois passar progressivamente para o final dos anos setenta, a 'interpretação muito pessoal e processamento de avarias figurativos em chave neo-cubista. Em 1976, apresenta esta evolução de sua pintura em um grupo dedicado ao campo italiano com Caroline Yeats Brown em Londres (em agosto no Beauchamps Gallery em Chelsea e em setembro, no John Sears Gallery, em Piccadilly Circus), em 1977 na França, Galerie d'Orsel de Paris, e em novembro de 1978, na Suíça, na Maison des Arts em La Chaux-de-Fonds, com o tributo pessoal ao emigrante em que abordagens sociológicas para as questões que caracterizam as criações mais tarde. Em 1986 expôs na Galerie Boicote em Bruxelas, na Bélgica.
Os anos oitenta foram marcados por uma intensa actividade para Mombrini organizacional, em Treviglio, quando ele participou da fundação da Associação Pro Loco e lojas do Centro, mas especialmente em 1978, para o projeto da exposição "Pintores da Via Sangalli" que , pegando todos os anos centenas de artistas em um festival folclórico, bem como cultural, em um curto período de tempo é conhecido como "Little Bagutta de Treviglio." em 21 de setembro de 2013, após 25 anos desde a última vez que ele queria recriar isso com 92 artistas que exibiram suas obras.
Em 1989 expôs no Castelo Visconti de Trezzo sull'Adda.
Em 1997, expõe em Monte Carlo, em Mônaco, na Maison de l'Amérique Latine.
Em 1998 ele foi contratado a decoração de uma parede do Memorial Irmã Dulce ( Irmã Dulce, o religioso brasileiro conhecido por sua dedicação aos pobres de seu país ) para comemorar o sexto aniversário do desaparecimento eo início do processo de beatificação. O afresco , de 60 metros quadrados , foi inaugurado 12 março, 1998 na igreja dedicada a Santo Antônio de Pádua , em Salvador de Bahia, onde Mombrini volta alguns meses depois, por um curto período de exposição ( 17-21 agosto ) de sua vigésima obras no Solar do Unhão , o Museu de Arte Moderna de El Salvador, e novamente em agosto de 1999 para a construção de uma segunda fresco , um Hospital Maternidade no Dia Hall infantil (Hospital da Criança ) , no Memorial Irmã Dulce . Em março de 2003, mais uma vez no Brasil, mas desta vez em Caraá , comum no extremo sul do país, com uma população italiana maioria ( Treviglio em particular) , juntamente com o artista para decorar a abside brasileiro Ho Monteiro ( 80 metros quadrados ) de restaurado santuário de Nossa Senhora das Lágrimas, o santo padroeiro de ambos na cidade brasileira de Treviglio.
O episódio não permaneça isolado, porque, no seu regresso a Itália, seus companheiros aldeões tribuline para si a restaurar algum do centro da cidade e hoje Treviglio tem pelo menos três capelas pintadas por Mombrini com a imagem de Nossa Senhora das Lágrimas. Em 2006, em Pequim, em Salónica, em 2007, em Moscou, em 2008, no palácio GUM, na Praça Vermelha. Nesse mesmo ano regressa pela última vez no Brasil e Salvador de Bahia para affrescarvi abside do Santuário do Santíssimo Dulce dos pobres, também conhecida como Igreja da Imaculada Conceição.
Em 2010 participa na arte contemporânea prêmio Archer - Ilha de S. Antioco eo Prêmio Spoleto 53 - Festival dos Dois Mundos, ambos mantidos pelo crítico de arte Vittorio Sgarbi, que, em novembro, ela também apresenta a equipe do Museu de Treviglio e, em 2011, selecionado para o Pavilhão Italiano (região da Lombardia) da 54 ª Bienal de Veneza, criada de junho a novembro, no Palazzo del Te, em Mântua.
O último show foi em janeiro de 2013, e foi realizada na galeria, o Adagio da cidade francesa de Thionville, perto da fronteira com o Luxemburgo, o sucesso de boas-vindas e encontrou quente aqui levou os organizadores a planejar dentro de um ano a instalação de uma nova exposição no estado vizinho.
27 de abril de 2013 participou do VII International Art Exhibition Martesana em la Villa Castelbarco de Vaprio d'Adda .
Em 12 de novembro de 2013 está incluído na lista de participantes na 1 ª Bienal de Criatividade realizada no Palexpo Exhibition em Verona 12-16 janeiro de 2014. A Bienal foi inaugurada por Vittorio Sgarbi. Na cerimônia de premiação em 16 de Janeiro entrou como convidado de honra Katia Ricciarelli.

## Exposições
Pessoal
- 1969 - Galeria Diamante - Milão
- 1971 - Bérgamo
- 1971 - Milão
- 1972 - Milão
- 1973 - Mandello del Lario - Como
- 1974 - Vicenza
- 1974 - Picchiaie - Ilha de Elba
- 1975 - Galeria Artioli - Treviglio
- 1976 - Galeria Courier - Pesaro
- 1976 - Gallery Beauchamps e John Sears Gallery - Londres
- 1976 - Maison des Arts - Paris
- 1977 - Sala Biblioteca - Ciserano
- 1977 - La Chaux-de-Fonds - Suíça
- 1978 - Galeria de arte - Pegognaga
- 1978 - Galeria de arte - Caravaggio
- 1979 - Galeria de arte - Treviglio
- 1979 - Cassa Rurale ed Artigiana - Treviglio
- 1980 - Ars Gallery - Bérgamo
- 1980 - Cassa Rurale ed Artigiana - Treviglio
- 1981 - Sala esposizione - Fara Gera d'Adda
- 1984 - Galeria de arte - Treviglio
- 1985 - Galeria de arte - Firenze
- 1986 - Sala esposizione - Mantova
- 1986 - Galeria Boycott - Bruxelles
- 1987 - Bienal de arte - Bari
- 1987 - Sala Biblioteca - Cassano d'Adda
- 1989 - Castello Visconteo - Trezzo sull'Adda
- 1990 - Pro Loco - Cassano d'Adda
- 1992 - Antigo convento de Concesa - Trezzo sull'Adda
- 1992 - Castelo di Trezzo - Trezzo sull'Adda
- 1993 - Galeria de arte - Inzago
- 1995 - Centre national d'art et de culture Georges Pompidou - Paris
- 1995 - Quarto bibliotela - Cassano d'Adda
- 1996 - Villa Castelbarco - Vaprio d'Adda
- 1996 - Villa Gina - Concesa, (Trezzo sull'Adda)
- 1997 - Maison de l'Amérique Latine de Monaco - Principado do Mónaco
- 1998 - Museo Solar do Unhão - Salvador (Bahia)
- 1998 - Obras Sociais Irmã Dulce - Salvador (Bahia)
- 1999 - Obras Sociais Irmã Dulce - Salvador (Bahia)
- 1999 - Galeria Sallambo - Paris
- 2001 - Pro Loco - Cassano d'Adda
- 2002 - Sala de exposição - Treviglio
- 2003 - Santuário de Nossa Senhora das Lágrimas - Caraá
- 2005 - Auditório - Ciserano
- 2006 - Edifício Berva - Cassano d'Adda
- 2007 - Grécia
- 2008 - Santuário da Bem-aventurada Dulce dos Pobres - Salvador (Bahia)
- 2008 - Moscovo
- 2010 - Museo civico de  Treviglio
- 2013 - Thionville

Coletivo
- 1964 - Mostra jovens pintores - Treviglio
- 1968 - Mostra jovens artistas europeus - Roma
- 1969 - Grupo Brera - Cavalo Branco - Treviglio
- 1969 - Lombard artistas - Roma
- 1969 - Artistas italianos hoje - Roma
- 1970 - Grupo Brera - Hotel Milão - Brunate
- 1970 - Grupo Brera - Bérgamo
- 1974 - 4x4 Galeria Diamante - Milão
- 1975 - Centro de arte internacional - Milão
- 1976 - Galeria de arte - Caravaggio
- 1977 - Centro artístico da Lazio Lombardia - Treviglio
- 1977 - Primavera'77 - UNESCO - Paris
- 1979 - A Antena - Bérgamo
- 1988 - Adro
- 1988 - 100 artistas e um poema - Milão
- 1989 - A mulher na pintura - Milão
- 1990 - UNESCO - Paris
- 1991 - Europa amanhã - Genebra
- 1992 - Maternidade na arte - Cassano d'Adda
- 1994 - Arte para Teleton - Treviglio
- 2006 - Expo - Pequim
- 2010 - Premio Arciere - Isola di Sant'Antioco
- 2010 - Festival dos Dois Mundos - Spoleto
- 2011 - Bienal - Palazzo del Te - Mântua
- 2013 - VII Exposição Internacional de Arte Martesana - Villa Castelbarco - Vaprio d'Adda
- 2014 - Primeira Bienal de Criatividade - Verona

## Note
1. ↑   (en) Chelsea News em 3 de Setembro de 1976, p. 28, e (E) a práxis artística bimestrais, n. 2, Janeiro de 1977, p. 72.
2. ↑  "Exposição de pinturas de Battista Mombrini" Corriere della Sera em 3 de setembro de 1989.
3. ↑  (fr) "Batista Mombrini: un hymne à la beauté", o jornal Nice-Matin em 26 de agosto de 1997.
4. ↑  Cfr.: (PT) Gérson dos Santos, "Marcos eternizam presença de Irmã Dulce nas ruas da Bahia", o jornal A Tarde de 12 de março de 1998,, p. 7; "Painel registra etapas da vida e obra de Irmã Dulce", A Tarde de 13 de marçoo 1998, p. 7; "Obras sociais ganham afresco", sul Correio da Bahia de 13 de março 1998, p. 4 de "Aqui Salvador"; (IT) "Un artista trevigliese in America Latina", sul semanário il Popolo Cattolico de 18 de abril 1998, p. 27.
5. ↑  wp.clicrbs.com.br
6. ↑  Arte (Cairo Editore) N. 447 - Novembre 2010
7. ↑   Le Républicain Lorrain acessado em 8 de janeiro de 2014
8. ↑  Corriere della Sera.it
9. ↑  La Provincia di Cremona.it